# Belakang Balok
Belakang Balok is een bestuurslaag in het regentschap Bukittinggi van de provincie West-Sumatra, Indonesië. Belakang Balok telt 2807 inwoners (volkstelling 2010).